# クロノス航空
クロノス航空（Cronos Airlines）は、地域運航を主とする赤道ギニアの航空会社。拠点はマラボ国際空港。

## 就航路線
2013年5月現在、以下の空港に就航している。
 ベナン
- コトヌー - カジェフォウン空港

 カメルーン
- ドゥアラ - ドゥアラ国際空港

 赤道ギニア
- バタ - バタ空港
- マラボ - マラボ国際空港
- Mongomeyen

 ナイジェリア
- ポートハーコート - ポートハーコート国際空港

なお，EU域内乗り入れ禁止航空会社であるため，EU域内には就航していない。

## 機材
2012年4月現在、以下の機材で運行している